# 載昌
宗室載昌（1867年—？），清朝宗室，愛新覺羅氏，隶镶蓝旗。清朝政治人物。宗室奕艾之子。
光绪十六年，登進士，同年五月，改翰林院庶吉士。光緒十八年五月，散館，授翰林院編修。光緒二十三年，擔任右贊善。光緒二十六年，任湖北鄉試正考官、湖南學政。光緒二十八年，任福建鄉試正考官。次年任國子監祭酒、山東學政、內閣學士。